# Langweerderwielen
De Langweerderwielen (Fries en officieel: Langwarder Wielen) is een langgerekt meer ten zuiden van het Sneekermeer in de gemeente De Friese Meren.

## Beschrijving
De Langweerderwielen ligt ten westen van Joure. Het is ongeveer drie kilometer lang, een kilometer breed en wordt naar het noordoosten toe steeds smaller. De noordoostpunt van het meer heet Oudeweg (Fries: Alde Wei) en wordt overbrugd door het viaduct van de A7 en een brug in de Tramweg tussen Joure en Sneek. Het meer heeft aan de westzijde verbindingen met het Prinses Margrietkanaal en het Koevordermeer, aan de zuidoostkant met het Tjeukemeer via de Scharsterrijn en aan de noordzijde met het Sneekermeer via de Noorder Oudeweg of via het Prinses Margrietkanaal.
Eind 20e eeuw was het meer zo ondiep geworden dat het te veel hinder opleverde voor de recreatievaart. In het kader van het Friese Merenproject is in 2016 begonnen met het uitbaggeren tot een diepte van 2,30 meter. Het hierbij vrijkomende zand wordt gebruikt voor de reconstructie van knooppunt Joure.
Aan de Langweerderwielen liggen de dorpen Langweer en Boornzwaag. Tussen de twee dorpen in staat de Sweachmermolen aan het meer.

## Recreatie
Op de Langweerderwielen is veel recreatievaart. Er zijn jachthavens en vakantieparken in Langweer en Boornzwaag. Bij Langweer is een strandje aan het meer.
Direct naast de Langweerderwielen ligt de Put van Nederhorst, een afgesloten 21 meter diepe recreatieplas met een strandje. Deze plas bij Boornzwaag maakt geen deel uit van de Langweerderwielen maar is een voormalige zandput waar zand is gewonnen voor de aanleg van de A7.

## Afbeeldingen

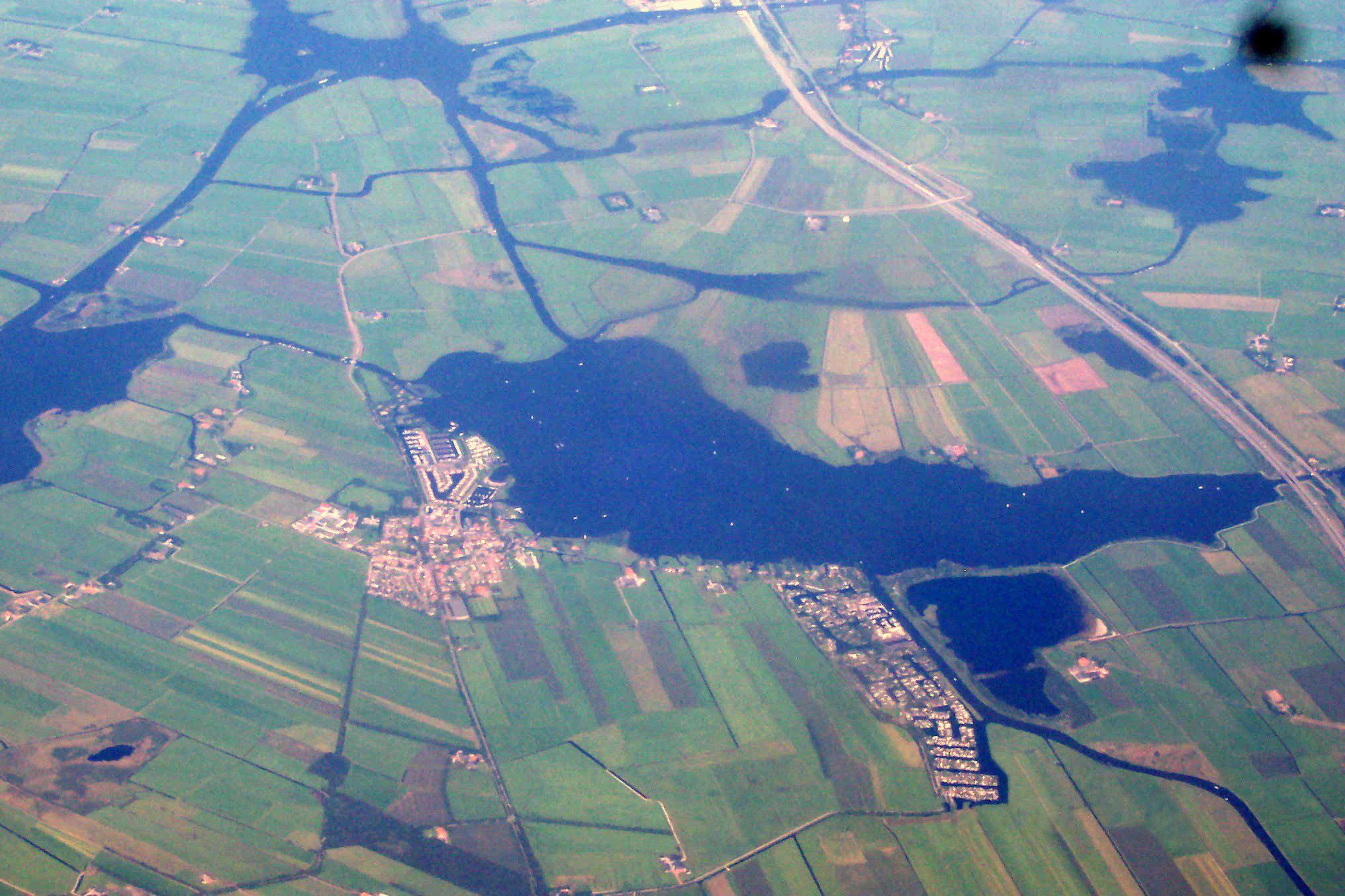
Langweer en Langweerderwielen vanuit de lucht.
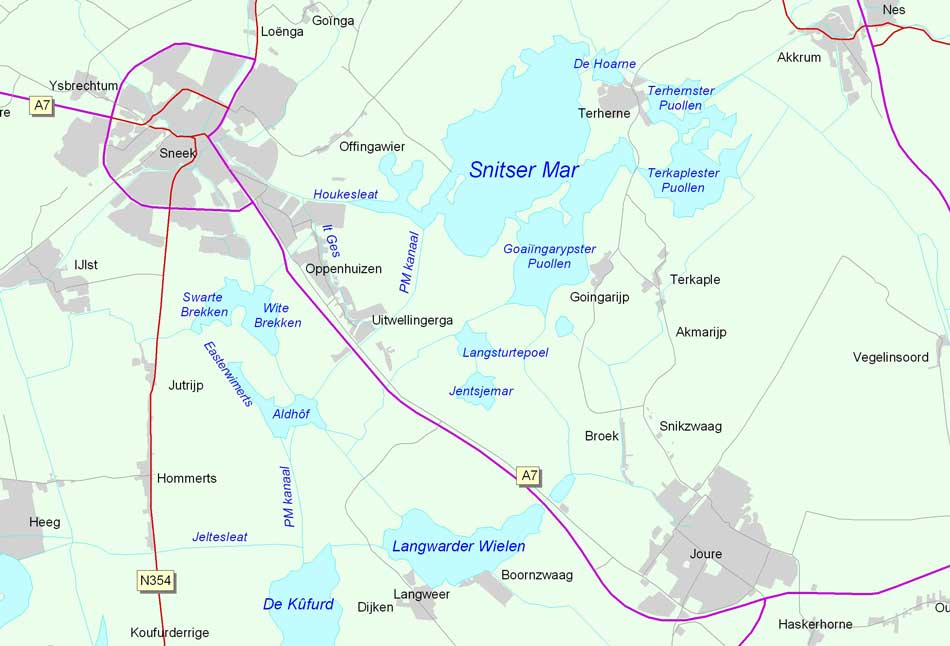
Officiële waternamen omgeving.
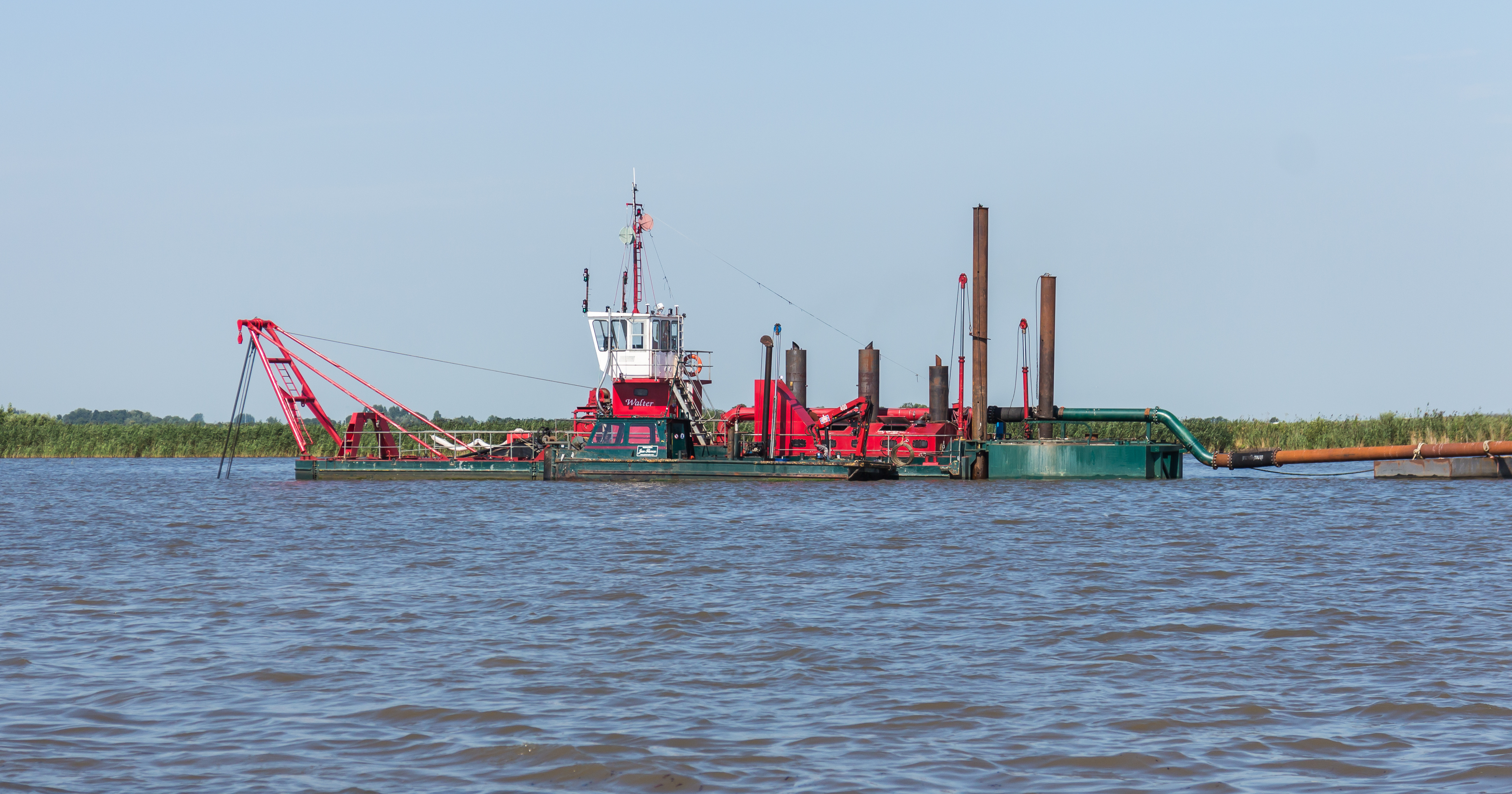
Zandwinning uit de Langweerderwielen.
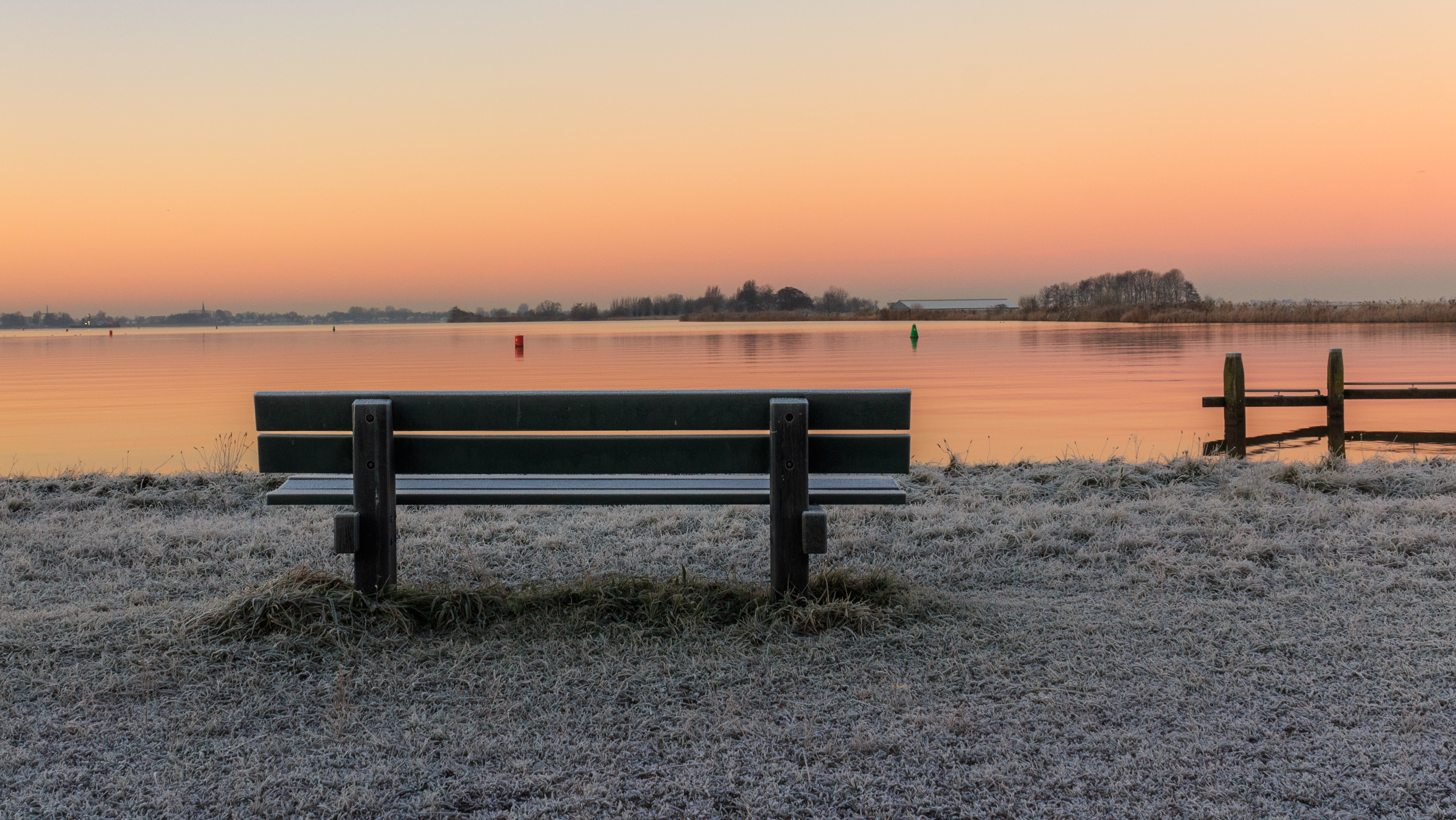
Een windstille winterochtend bij Langweer.
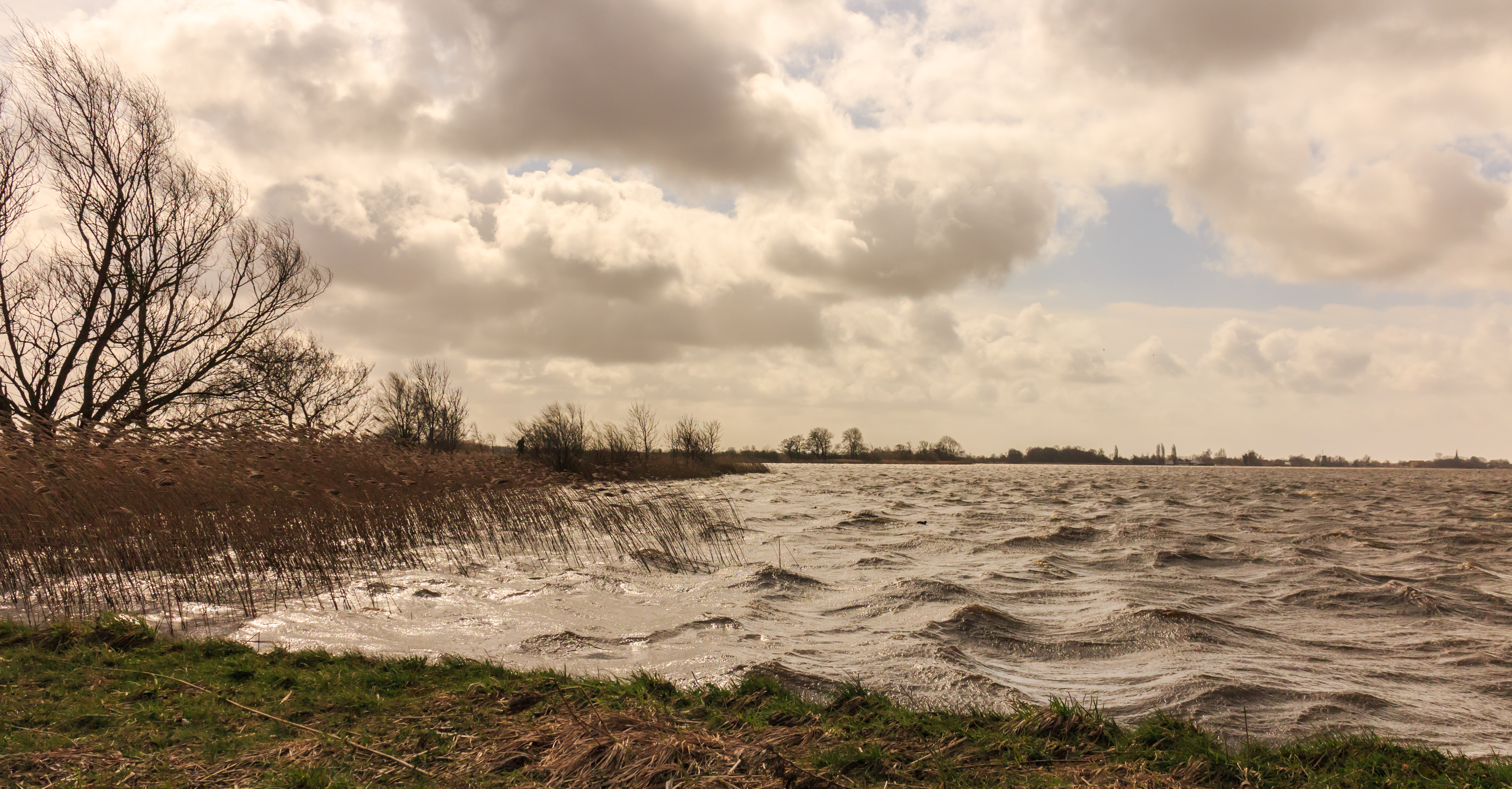
Harde wind op het meer.
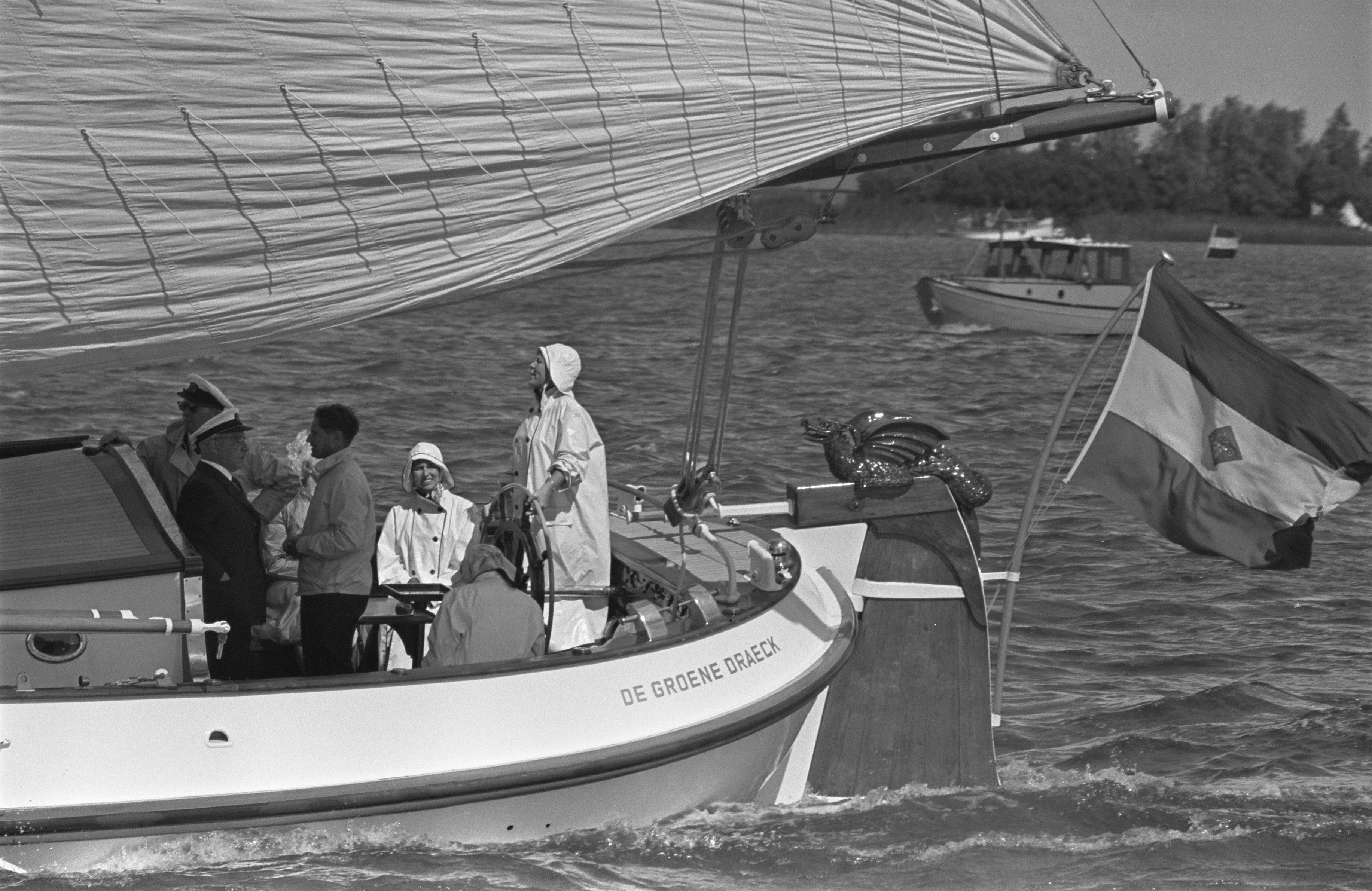
Prinses Beatrix bezoekt in 1959 zeilwedstrijden op de Langweerderwielen.